# Thaipusam

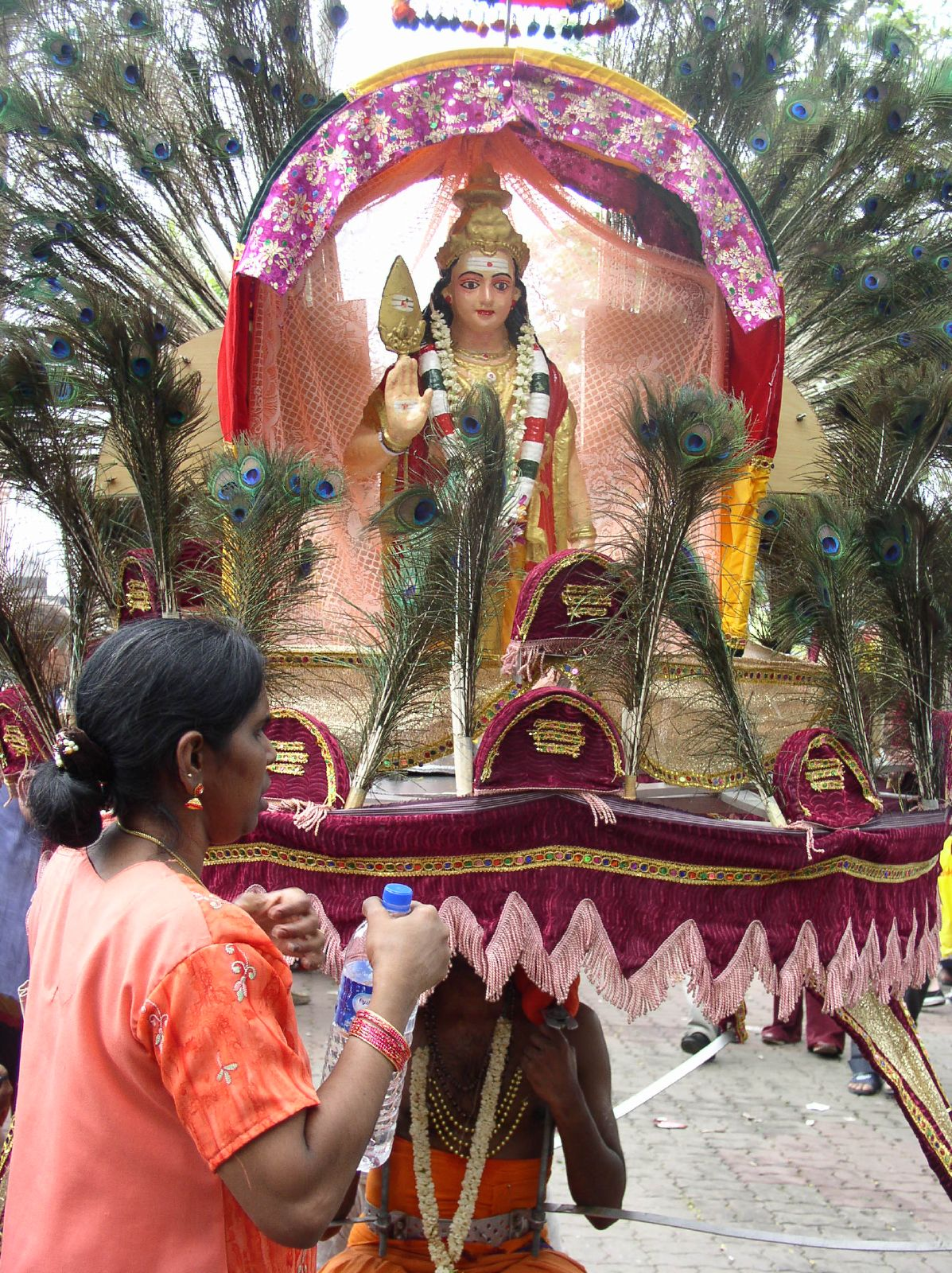
Murugan pendant Thaipusam

Thaipusam (tamoul : தைப்பூசம்) est une fête hindoue célébrée principalement par la communauté tamoule lors de la pleine lune du mois tamoul de Thai (janvier-février). On parle également de cette fête sous le nom de Thaipooyam ou de Thaippooyam en langue malayalam. Le mot Thai pusam vient du nom du mois, Thai et de pusam, qui se réfère à une étoile qui est à son point le plus haut pendant cette fête. Celle-ci commémore à la fois la naissance de Murugan, appelé également Subrāhmanya, le plus jeune fils du dieu Shiva et de sa femme Parvati, ainsi que l'occasion au cours de laquelle Parvati donna à Murugan une lance (vel), pour qu'il puisse vaincre le démon Surapadman.

## Origine

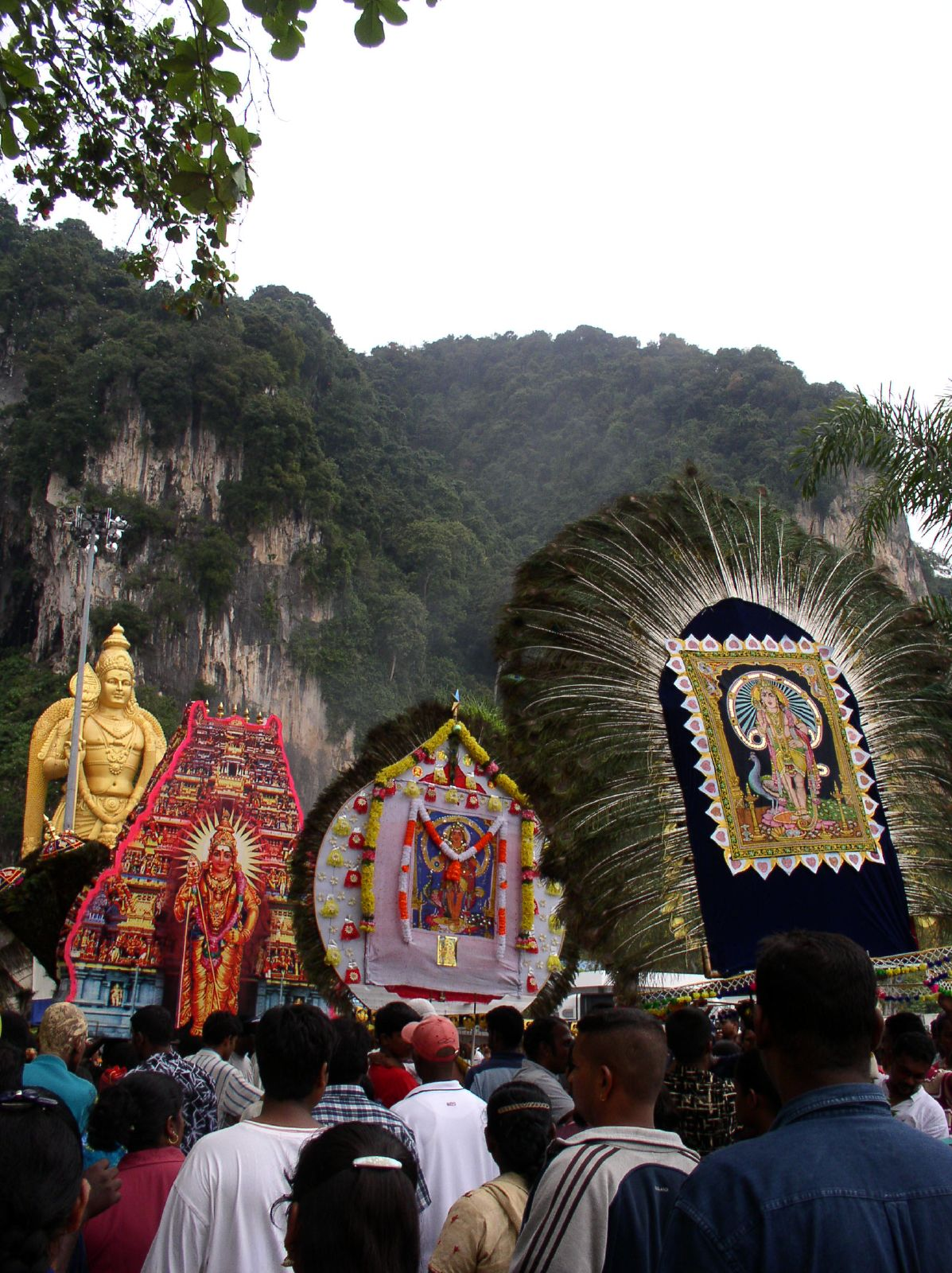
Procession de Thaipusam aux grottes de Batu, en Malaisie.

Skanda (ou Murugan) fut créé pendant l'une des batailles opposant les Asura (esprits démoniaques) et les Deva (les dieux). À un moment donné, les dieux furent vaincus à plusieurs reprises par les Asura. Les Deva étaient incapables de résister à l'assaut des forces déployées par les Asura. Désespérés, ils prièrent alors Shiva pour qu'il leur donne un chef capable, par son commandement héroïque, de leur donner la victoire face aux Asura. Shiva accéda à leur requête, en créant le puissant guerrier Skanda, en le tirant de sa propre puissance (Achintya Shakti). Skanda prit alors le commandement des dieux, et sut leur insuffler l'élan nécessaire pour défaire les forces des Asura.